# Luciano Figueroa
Luciano Figueroa (Rosario, Santa Fe, 19 de mayo de 1981) es un exfutbolista argentino y ex entrenador de Johor FC de Malasia. Tuvo un destacado paso por Rosario Central, Cruz Azul, River Plate, Club Sport Emelec y Boca Juniors. Con la Selección Argentina hizo un muy buen papel (15 partidos y 9 goles), pero una grave lesión le impidió formar parte del plantel que acudió al Mundial 2006.

## Trayectoria

### Rosario Central
Figueroa comenzó su carrera profesional en 2001 en Rosario Central, donde formó una dupla de ataque muy efectiva con César Delgado, quien sería nuevamente su compañero de ataque en Cruz Azul en 2004. En el Torneo Clausura 2003 fue el máximo goleador del certamen con 17 goles. En total en Rosario Central, del 2001 al 2003 jugó 57 partidos y anotó 35 goles (un promedio de gol de 0,61 por partido).

### Birmingham
En 2003 fue transferido al Birmingham City de la Premier League de Inglaterra, donde jugó dos partidos (uno por Liga y otro por Carling Cup). Sin lugar en el equipo titular, se marchó al fútbol mexicano.

### Cruz Azul
El Birmingham lo cedió al Cruz Azul de la Primera División de México, donde entre el Clausura y Apertura del 2004 anotó 21 goles en 33 partidos (promedio de gol de 0,64 en el equipo mexicano). El 2004 con la Selección Argentina fue subcampeón de la Copa América en la que anotó 2 goles, y formó parte del seleccionado ganador del oro en los Juegos Olímpicos de Atenas. En las Eliminatorias al Mundial de Alemania anotó dos goles en la victoria 4-2 sobre Uruguay, y uno en el 2-1 de visita contra Bolivia, partido que prácticamente aseguró la clasificación de Argentina para el Mundial.

### Villarreal

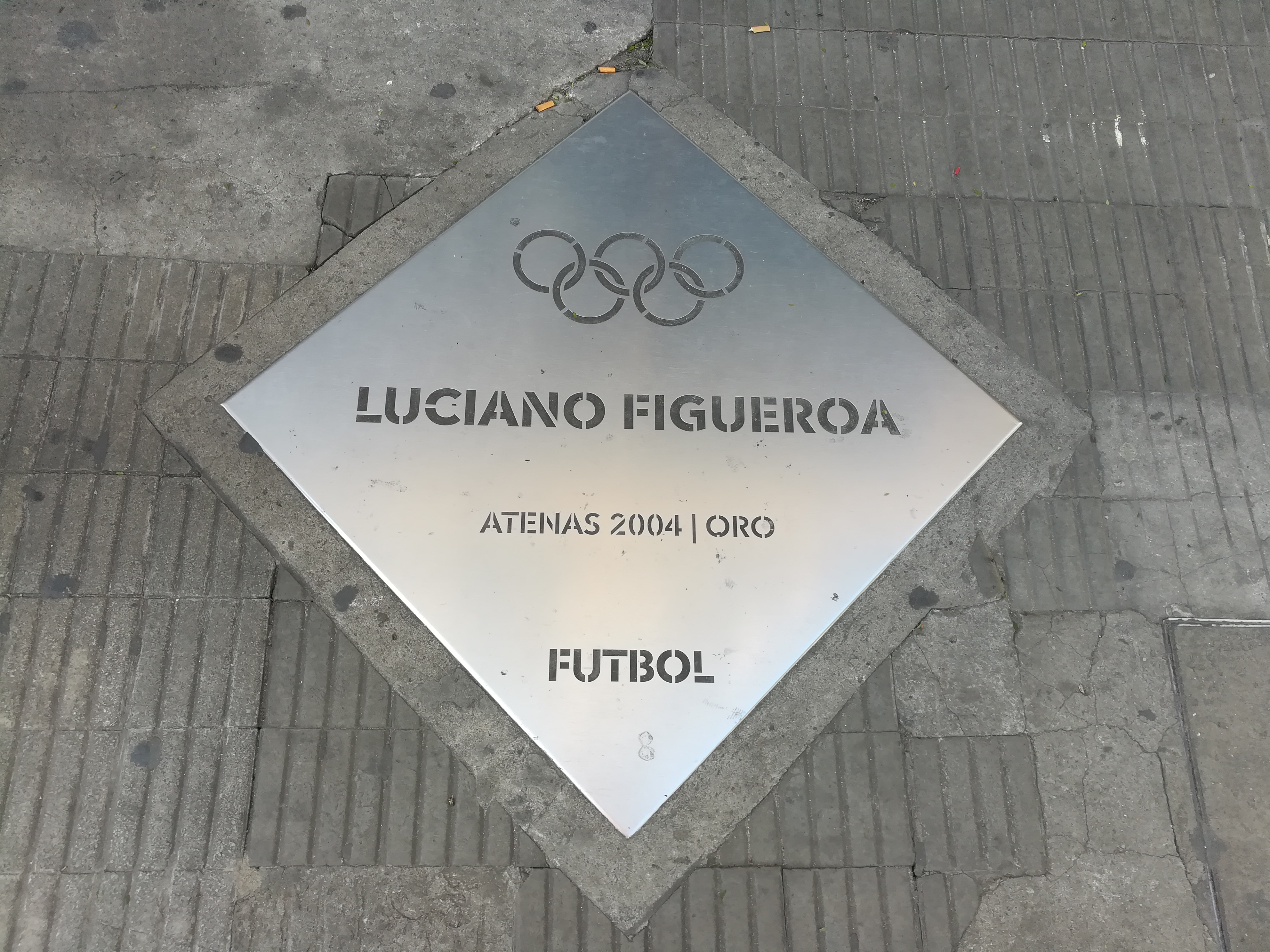
Placa homenaje a Figueroa en el Paseo de los Olímpicos de Rosario.

Sus actuaciones excepcionales para Cruz Azul llevó a un traslado a España, donde firmó un contrato de cinco años y medio de duración con el Villarreal en la cuota de transferencia de noviembre de 2004. El costo de la operación no fue oficialmente revelado, pero se estimó en los medios de comunicación que la suma rondaría los € 3.000.000. Figueroa tuvo un menor impacto en el Villarreal. Aun así, ayudó al club a un tercer puesto en la Liga en la temporada 2004-05 y ha contribuido en las primeras rondas de la progresión del Villarreal a la semifinal de la Liga de Campeones 2005-06 - incluyendo anotar con el club en el primer objetivo del equipo, la Champions League, contra el Everton en la tercera ronda de clasificación.[cita requerida] En enero de 2006, al parecer preocupado de que su falta de tiempo de juego pueda afectar negativamente a sus posibilidades de selección de Argentina en la Copa del Mundo de 2006, decidió pasar a River Plate.

### River Plate (préstamo)
En 2006 volvió a Argentina para jugar en River Plate, donde la hinchada lo esperaba con grandes expectativas, debido a su alto nivel demostrado en temporadas anteriores. Sin embargo, esto se truncaría, porque tras disputar 7 partidos (en los cuales hizo 3 goles) se lesionó de una rotura de ligamentos cruzados que lo dejó el resto de la temporada fuera de las canchas. Esto le impidió disputar la Copa Mundial de Fútbol de 2006 con la Selección Argentina.

### Genoa
El 1 de agosto de 2006, El Villarreal vendió al jugador Luciano Figueroa al Genoa de la Serie B por una cifra de $ 13 millones. Firmó un contrato por cuatro años con el club. Aunque aún no totalmente recuperado de su lesión, la opinión médica señaló que Figueroa debería haber sido capaz de volver a jugar a mediados de octubre. Sin embargo se hizo evidente que la reconstrucción de la rodilla no había tenido un éxito completo y que otra operación sería necesaria. Se previó que esta nueva cirugía le impediría jugar esa temporada. Figueroa finalmente hizo su debut en Génova, en la Serie A, el 28 de octubre de 2007 como sustituto en la segunda mitad contra la Fiorentina, y anotó su primer gol para el club unas seis semanas más tarde, un consuelo en tiempo de descuento en la derrota 3-1 en casa ante el Siena. En esta etapa en el Genoa jugó un total de 22 partidos y anotó 3 goles.

### Boca Juniors (préstamo)
El 29 de septiembre de 2008, tras largas negociaciones con el club italiano Genoa, Luciano regresó al fútbol argentino al ser cedido a préstamo a Boca Juniors. Figueroa llegó a Boca Juniors para reemplazar al máximo anotador de club en el profesionalismo, Martín Palermo, que tuvo una grave lesión. Su primer gol lo hizo el 23 de noviembre del 2008 ante San Martín de Tucumán dándole el triunfo 2-1 que sirvió para colocarlo en la punta del campeonato. Jugó un papel importante durante el Torneo Apertura al anotar goles importantes en la lucha por el título entre Boca Juniors, Tigre y San Lorenzo, que estaban empatados en puntos en la parte superior de la tabla. En Boca anotó 8 goles y fue campeón del Torneo Apertura 2008.

### Genoa
En junio del 2009 retornó al Genoa, jugando un total de 7 partidos y anotando 2 goles.

### Rosario Central
El 14 de enero del 2010 pudo arreglar su salida del Genoa, y retornó a su primer club, Rosario Central. Su paso no fue tan exitoso como la primera vez, debido a que el equipo en general realizó una mala campaña en la que descendieron, aquel torneo Figueroa jugó 11 partidos y anotó dos goles. En segunda división anotó 10 goles en 27 partidos. Permaneció en este club hasta mediados del 2011, jugando 38 partidos y anotando 12 goles.

### Emelec
El 7 de enero del 2012 es contratado por Emelec de la Serie A de Ecuador, donde fue un jugador muy importante para el equipo, anotando 14 goles (10 en campeonato nacional, 3 en Copa Libertadores y 1 en Copa Sudamericana). Una de sus actuaciones más recordadas en el club ecuatoriano fue en la Copa Libertadores 2012 en la victoria 3-2 frente al Flamengo de Ronaldinho, donde anotó dos goles y fue un jugador clave.

### Panathinaikos
El 6 de febrero de 2013, fue puesto en libertad en una transferencia libre de Emelec y se unió al Panathinaikos griego hasta el final de la temporada. Hizo su debut en un partido crucial contra el AEK Atenas, donde el Panathinaikos ganó con 0-2. El 9 de marzo de 2013 marcó su primer gol con los verdes, con un tiro penal eficaz contra AO Kerkyra.

### Johor Football Club
El 5 de diciembre de 2013 es presentado de manera oficial como nuevo refuerzo del Johor Football Club de Malasia, club en el que también militaba el argentino Pablo Aimar. Firmó un contrato por tres temporadas con un monto de 1.5 millones de euros por campaña.
Luciano Figueroa fue campeón de la Super Liga de Malasia 2014 y fue el goleador del club con 11 tantos. Ganó el primer torneo internacional en la historia del club al ser campeón de la Copa de la AFC 2015 anotando 5 goles en ese torneo.
Después de que su contrato de juego con Johor Ta'zim terminara en 2015, Figueroa decidió retirarse como jugador de fútbol. En 2017, regresó para convertirse en el nuevo embajador del club de fútbol Johor Darul Ta'zim. El 20 de noviembre de 2017, Figueroa sale de su retiro para jugar con Johor en la Superliga de Malasia de 2018. Pero en mayo de 2018, volvió a su papel de embajador y se retiró nuevamente como jugador de fútbol profesional. En agosto de 2018, Figueroa fue designado como el entrenador de Johor.

## Selección nacional
Con la selección olímpica de Argentina ganó el Preolímpico Sudamericano 2004, siendo el segundo máximo goleador del certamen, y formó parte del equipo que obtuvo la medalla de oro en los Juegos Olímpicos de Atenas 2004.
Con la Selección Argentina disputó 15 partidos (4 por Copa América, 5 por Eliminatorias mundialistas, 4 por Copa FIFA Confederaciones y 2 amistosos fecha FIFA) y anotó 9 goles (2 por Copa América, 3 por Eliminatorias mundialistas y 4 por Copa FIFA Confederaciones).
Siempre se destacó por rendir a muy buen nivel en el seleccionado, independientemente de su actualidad en el club que estuviese. Es uno de los jugadores de la Selección Argentina con mejor gol promedio, siendo este de 0,60 por partido (y 0,69 si se toma en cuenta solo partidos por torneos), teniendo un promedio de gol superior al de seleccionados como Hernán Crespo, Mario Kempes, Diego Maradona, Lionel Messi, entre otros.
Fue subcampeón de la Copa América 2004 y de la Copa Confederaciones 2005, en esta última fue el segundo goleador del certamen y tiene el récord de ser el único jugador argentino que ha anotado 3 goles en un mismo partido de esta competición.
Una lesión en los ligamentos le impidió participar en la Copa Mundial de Fútbol de 2006.
| \| PJ \| Fecha \| Lugar \| Oponente \| Score \| Resultado \| Competición \| Goles \| \| Selección olímpica \| Selección olímpica \| Selección olímpica \| Selección olímpica \| Selección olímpica \| Selección olímpica \| Selección olímpica \| Selección olímpica \| \| ------------------ \| ------------------ \| ---------------------------- \| ------------------ \| ------------------ \| ------------------ \| -------------------- \| ------------------ \| \| 1 \| 10-1-2004 \| Coquimbo, Chile \| Bolivia \| 2-1 \| Victoria \| Preolímpico \| - \| \| 2 \| 16-1-2004 \| La Serena, Chile \| Colombia \| 4-2 \| Victoria \| Preolímpico \| - \| \| 3 \| 21-1-2004 \| Valparaíso, Chile \| Brasil \| 1-0 \| Victoria \| Preolímpico \| - \| \| 4 \| 23-1-2004 \| Viña del Mar, Chile \| Paraguay \| 2-1 \| Victoria \| Preolímpico \| 76' 79' \| \| 5 \| 25-1-2004 \| Viña del Mar, Chile \| Chile \| 2-2 \| Empate \| Preolímpico \| 4' \| \| Selección Mayor \| \| \| \| \| \| \| \| \| 1 \| 27-6-2004 \| Miami, Estados Unidos \| Colombia \| 2-0 \| Derrota \| Amistoso \| - \| \| 2 \| 30-6-2004 \| Nueva York, Estados Unidos \| Perú \| 2-1 \| Victoria \| Amistoso \| - \| \| 3 \| 11-7-2004 \| Chiclayo, Perú \| México \| 0-1 \| Derrota \| Copa América \| - \| \| 4 \| 14-7-2004 \| Piura, Perú \| Uruguay \| 4-2 \| Victoria \| Copa América \| 20' 88' \| \| 5 \| 18-7-2004 \| Chiclayo, Perú \| Perú \| 0-1 \| Victoria \| Copa América \| - \| \| 6 \| 21-7-2004 \| Lima, Perú \| Colombia \| 3-0 \| Victoria \| Copa América \| - \| \| 7 \| 9-10-2004 \| Buenos Aires, Argentina \| Uruguay \| 4-2 \| Victoria \| Eliminatorias \| 32' 54' \| \| 8 \| 13-10-2004 \| Santiago de Chile, Chile \| Chile \| 0-0 \| Empate \| Eliminatorias \| - \| \| 9 \| 17-11-2004 \| Buenos Aires, Argentina \| Venezuela \| 3-2 \| Victoria \| Eliminatorias \| - \| \| 10 \| 26-3-2005 \| La Paz, Bolivia \| Bolivia \| 1-2 \| Victoria \| Eliminatorias \| 57' \| \| 11 \| 4-6-2005 \| Quito, Ecuador \| Ecuador \| 2-0 \| Derrota \| Eliminatorias \| - \| \| 12 \| 18-6-2005 \| Núremberg, Alemania \| Australia \| 2-4 \| Victoria \| Copa Confederaciones \| 12' 53' 89' \| \| 13 \| 21-6-2005 \| Núremberg, Alemania \| Alemania \| 2-2 \| Empate \| Copa Confederaciones \| - \| \| 14 \| 26-6-2005 \| Hanover, Alemania \| México \| 1-1 \| Empate \| Copa Confederaciones \| 110' \| \| 15 \| 29-6-2005 \| Fráncfort del Meno, Alemania \| Brasil \| 4-1 \| Derrota \| Copa Confederaciones \| - \| |            |                              |           |       |           |                      |             |
| PJ | Fecha      | Lugar                        | Oponente  | Score | Resultado | Competición          | Goles       |
| Selección olímpica |            |                              |           |       |           |                      |             |
| 1 | 10-1-2004  | Coquimbo, Chile              | Bolivia   | 2-1   | Victoria  | Preolímpico          | -           |
| 2 | 16-1-2004  | La Serena, Chile             | Colombia  | 4-2   | Victoria  | Preolímpico          | -           |
| 3 | 21-1-2004  | Valparaíso, Chile            | Brasil    | 1-0   | Victoria  | Preolímpico          | -           |
| 4 | 23-1-2004  | Viña del Mar, Chile          | Paraguay  | 2-1   | Victoria  | Preolímpico          | 76' 79'     |
| 5 | 25-1-2004  | Viña del Mar, Chile          | Chile     | 2-2   | Empate    | Preolímpico          | 4'          |
| Selección Mayor |            |                              |           |       |           |                      |             |
| 1 | 27-6-2004  | Miami, Estados Unidos        | Colombia  | 2-0   | Derrota   | Amistoso             | -           |
| 2 | 30-6-2004  | Nueva York, Estados Unidos   | Perú      | 2-1   | Victoria  | Amistoso             | -           |
| 3 | 11-7-2004  | Chiclayo, Perú               | México    | 0-1   | Derrota   | Copa América         | -           |
| 4 | 14-7-2004  | Piura, Perú                  | Uruguay   | 4-2   | Victoria  | Copa América         | 20' 88'     |
| 5 | 18-7-2004  | Chiclayo, Perú               | Perú      | 0-1   | Victoria  | Copa América         | -           |
| 6 | 21-7-2004  | Lima, Perú                   | Colombia  | 3-0   | Victoria  | Copa América         | -           |
| 7 | 9-10-2004  | Buenos Aires, Argentina      | Uruguay   | 4-2   | Victoria  | Eliminatorias        | 32' 54'     |
| 8 | 13-10-2004 | Santiago de Chile, Chile     | Chile     | 0-0   | Empate    | Eliminatorias        | -           |
| 9 | 17-11-2004 | Buenos Aires, Argentina      | Venezuela | 3-2   | Victoria  | Eliminatorias        | -           |
| 10 | 26-3-2005  | La Paz, Bolivia              | Bolivia   | 1-2   | Victoria  | Eliminatorias        | 57'         |
| 11 | 4-6-2005   | Quito, Ecuador               | Ecuador   | 2-0   | Derrota   | Eliminatorias        | -           |
| 12 | 18-6-2005  | Núremberg, Alemania          | Australia | 2-4   | Victoria  | Copa Confederaciones | 12' 53' 89' |
| 13 | 21-6-2005  | Núremberg, Alemania          | Alemania  | 2-2   | Empate    | Copa Confederaciones | -           |
| 14 | 26-6-2005  | Hanover, Alemania            | México    | 1-1   | Empate    | Copa Confederaciones | 110'        |
| 15 | 29-6-2005  | Fráncfort del Meno, Alemania | Brasil    | 4-1   | Derrota   | Copa Confederaciones | -           |

### Participaciones en torneos internacionales
| Copa                             | Sede     | Resultado  | Partidos | Goles |
| -------------------------------- | -------- | ---------- | -------- | ----- |
| Preolímpico Sudamericano de 2004 | Chile    | Campeón    | 5        | 3     |
| Copa América 2004                | Perú     | Subcampeón | 4        | 2     |
| Juegos Olímpicos de 2004         | Atenas   | Campeón    | 0        | 0     |
| Copa Confederaciones 2005        | Alemania | Subcampeón | 4        | 4     |

### Participaciones en Eliminatorias Sudamericanas
| Eliminatorias     | País      | Resultado        | Partidos | Goles |
| ----------------- | --------- | ---------------- | -------- | ----- |
| Eliminatoria 2006 | Argentina | 2° Tabla general | 5        | 3     |

## Estadísticas

### Como futbolista

#### En clubes
| Rosario Central Argentina | 1.ª                 | 2001-02             | 20  | 8   | —   | —  | —  | —  | —  | —  | 20   | 8    | 0,40 |
| Rosario Central Argentina | 1.ª                 | 2002-03             | 37  | 27  | —   | —  | —  | —  | —  | —  | 37   | 27   | 0.72 |
| Rosario Central Argentina | Total 1.ª etapa     | Total 1.ª etapa     | 57  | 35  | 0   | 0  | 0  | 0  | 0  | 0  | 57   | 35   | 0.61 |
| Birmingham City Inglaterra | 1.ª                 | 2003                | 1   | 0   | 1   | 0  | —  | —  | —  | —  | 2    | 0    | 0,00 |
| Cruz Azul · México | 1.ª                 | 2004                | 13  | 4   | —   | —  | —  | —  | 6  | 7  | 19   | 11   | 0,58 |
| Cruz Azul · México | 1.ª                 | 2004                | 14  | 10  | —   | —  | —  | —  | —  | —  | 14   | 10   | 0,71 |
| Cruz Azul · México | Total club          | Total club          | 27  | 14  | 0   | 0  | 0  | 0  | 6  | 7  | 33   | 21   | 0,64 |
| Villarreal CF · España |                     |                     |     |     |     |    |    |    |    |    |      |      |      |
| 1.ª |                     |                     |     |     |     |    |    |    |    |    |      |      |      |
| 2004-05 | 15                  | 3                   | —   | —   | 6   | 2  | —  | —  | 21 | 5  | 0,19 |      |      |
| 2005-06 | 12                  | 2                   | 2   | 0   | 7   | 1  | —  | —  | 21 | 3  | 0,14 |      |      |
| Total club | Total club          | 27                  | 5   | 2   | 0   | 13 | 3  | 0  | 0  | 42 | 8    | 0,17 |      |
| River Plate Argentina | 1.ª                 | 2006                | 7   | 3   | —   | —  | 3  | 0  | —  | —  | 10   | 3    | 0,30 |
| Genoa CFC · Italia | 2.ª                 | 2006-07             | —   | —   | —   | —  | —  | —  | —  | —  | 0    | 0    | 0,00 |
| Genoa CFC · Italia | 1.ª                 | 2007-08             | 21  | 3   | —   | —  | —  | —  | —  | —  | 21   | 3    | 0,14 |
| Genoa CFC · Italia | 1.ª                 | 2008                | —   | —   | 1   | 0  | —  | —  | —  | —  | 1    | 0    | 0,00 |
| Boca Juniors Argentina | 1.ª                 | 2008-09             | 15  | 7   | —   | —  | 6  | 1  | 2  | 0  | 23   | 8    | 0,34 |
| Genoa CFC · Italia | 1.ª                 |                     |     |     |     |    |    |    |    |    |      |      |      |
| Genoa CFC · Italia | 1.ª                 | 2009                | 2   | 0   | —   | —  | 5  | 2  | —  | —  | 7    | 2    | 0,29 |
| Genoa CFC · Italia | Total club          | Total club          | 23  | 3   | 1   | 0  | 5  | 2  | 0  | 0  | 29   | 5    | 0,17 |
| Rosario Central Argentina | 1.ª                 | 2010                | 9   | 2   | —   | —  | —  | —  | 2  | 0  | 11   | 2    | 0,18 |
| Rosario Central Argentina | 2.ª                 | 2010-11             | 27  | 10  | —   | —  | —  | —  | —  | —  | 27   | 10   | 0,37 |
| Rosario Central Argentina | Total 2.ª etapa     | Total 2.ª etapa     | 36  | 12  | 0   | 0  | 0  | 0  | 2  | 0  | 38   | 12   | 0.32 |
| Rosario Central Argentina | Total club          | Total club          | 93  | 47  | 0   | 0  | 0  | 0  | 2  | 0  | 95   | 47   | 0,49 |
| CS Emelec · Ecuador | 1.ª                 | 2012                | 23  | 10  | —   | —  | 13 | 4  | —  | —  | 36   | 14   | 0,38 |
| Panathinaikos FC · Grecia | 1.ª                 |                     |     |     |     |    |    |    |    |    |      |      |      |
| Panathinaikos FC · Grecia | 1.ª                 | 2013                | 7   | 2   | —   | —  | —  | —  | —  | —  | 7    | 2    | 0.29 |
| Panathinaikos FC · Grecia | 1.ª                 | 2013                | 7   | 3   | 1   | 0  | —  | —  | —  | —  | 8    | 3    | 0,38 |
| Panathinaikos FC · Grecia | Total club          | Total club          | 14  | 5   | 1   | 0  | 0  | 0  | 0  | 0  | 15   | 5    | 0.33 |
| Johor Darul Takzim Malasia | 1ª                  | 2014                | 22  | 11  | +10 | 11 | —  | —  | —  | —  | +32  | 22   |      |
| Johor Darul Takzim Malasia | 1ª                  | 2015                | 14  | 12  | +2  | 1  | 7  | 5  | —  | —  | +23  | 18   |      |
| Johor Darul Takzim Malasia | Total 1.ª etapa     | Total 1.ª etapa     | 36  | 23  | 21  | 12 | 7  | 5  | 0  | 0  | 64   | 40   | 0.63 |
| Entre 2016 y 2017 estuvo retirado de la practica del fútbol profesional. |                     |                     |     |     |     |    |    |    |    |    |      |      |      |
| Johor Darul Takzim Malasia | 1ª                  | 2018                | 4   | 2   | 1   | 1  | 2  | 0  | —  | —  | 7    | 3    | 0.43 |
| Johor Darul Takzim Malasia | Total club          | Total club          | 40  | 25  | 22  | 13 | 9  | 5  | 0  | 0  | 71   | 43   | 0.61 |
| Total en su carrera | Total en su carrera | Total en su carrera | 270 | 119 | 27  | 13 | 49 | 15 | 10 | 7  | 356  | 154  | 0.43 |
| (1) Incluye datos de Copa de la Liga de Inglaterra (2003-04); Copa del Rey (2005-06); Copa Italia (2008-09); Copa de Grecia (2013-14). (2) Incluye datos de Liga Europea de la UEFA (2004-05/2009-10); UEFA Champions League (2005-06); Copa Libertadores (2006/2009/2012); Copa Sudamericana (2008/2012). (3) No incluye goles en partidos amistosos. |                     |                     |     |     |     |    |    |    |    |    |      |      |      |

#### En Selección nacional
| Selección            | Año                  | Amistosos | Amistosos | Eliminatorias CONMEBOL | Eliminatorias CONMEBOL | Preolímpico Sudamericano | Preolímpico Sudamericano | Copa América | Copa América | JJ. OO. | JJ. OO. | Copa FIFA Confederaciones | Copa FIFA Confederaciones | Total | Total |
| Selección            | Año                  | Part.     | Goles     | Part.                  | Goles                  | Part.                    | Goles                    | Part.        | Goles        | Part.   | Goles   | Part.                     | Goles                     | Part. | Goles |
| -------------------- | -------------------- | --------- | --------- | ---------------------- | ---------------------- | ------------------------ | ------------------------ | ------------ | ------------ | ------- | ------- | ------------------------- | ------------------------- | ----- | ----- |
| Sub-23 Argentina     | 2004                 | -         | -         | -                      | -                      | 5                        | 3                        | -            | -            | 0       | 0       | -                         | -                         | 5     | 3     |
| Sub-23 Argentina     | Total                | -         | -         | -                      | -                      | 5                        | 3                        | -            | -            | 0       | 0       | -                         | -                         | 5     | 3     |
| Absoluta Argentina   | 2004                 | 2         | 0         | 3                      | 2                      | -                        | -                        | 4            | 2            | -       | -       | -                         | -                         | 9     | 4     |
| Absoluta Argentina   | 2005                 | -         | -         | 2                      | 1                      | -                        | -                        | -            | -            | -       | -       | 4                         | 4                         | 6     | 5     |
| Absoluta Argentina   | Total                | 2         | 0         | 5                      | 3                      | -                        | -                        | 4            | 2            | -       | -       | 4                         | 4                         | 15    | 9     |
| Total en Selecciones | Total en Selecciones | 2         | 0         | 5                      | 3                      | 5                        | 3                        | 4            | 2            | 0       | 0       | 4                         | 4                         | 20    | 12    |

#### Total
| Equipo    | PJ  | Goles | Promedio |
| --------- | --- | ----- | -------- |
| Clubes    | 313 | 450   | 1.43     |
| Selección | 20  | 12    | 0.60     |
| TOTAL     | 333 | 462   | 2,03     |

### Como entrenador

#### Estadísticas como entrenador
Datos actualizados al último partido dirigido el 31 de diciembre de 2019.
| Equipo                     | Div.             | Torneo                     | Estadísticas | Estadísticas | Estadísticas | Estadísticas | Estadísticas | Estadísticas | Estadísticas | Estadísticas | Estadísticas |
| Equipo                     | Div.             | Torneo                     | PJ           | G            | E            | P            | GF           | GC           | DG           | Puntos       | Rendimiento  |
| -------------------------- | ---------------- | -------------------------- | ------------ | ------------ | ------------ | ------------ | ------------ | ------------ | ------------ | ------------ | ------------ |
| Johor Darul Takzim Malasia | 1ª               | Malaysia Super League 2019 | 22           | 16           | 5            | 1            | ?            | ?            | ?            | 53           | 0%           |
| Johor Darul Takzim Malasia | 1ª               | AFC Champions League 2019  | 6            | 1            | 1            | 4            | ?            | ?            | ?            | 4            | 0%           |
| Johor Darul Takzim Malasia | Total            | Total                      | 28           | 17           | 6            | 5            | 53           | 27           | +26          | 57           | 67.85%       |
| Total en equipos           | Total en equipos | Total en equipos           | 28           | 17           | 6            | 5            | 53           | 27           | +26          | 57           | 67.85%       |

## Palmarés

### Como jugador

#### Campeonatos nacionales
| Título           | Equipo       | País      | Año    |
| ---------------- | ------------ | --------- | ------ |
| Primera División | Boca Juniors | Argentina | A-2008 |
| Superliga        | Johor        | Malasia   | 2014   |
| Charity Shield   | Johor        | Malasia   | 2015   |
| Superliga        | Johor        | Malasia   | 2015   |
| Charity Shield   | Johor        | Malasia   | 2018   |
| Superliga        | Johor        | Malasia   | 2018   |

#### Campeonatos internacionales
| Título                   | Equipo                     | Sede    | Año  |
| ------------------------ | -------------------------- | ------- | ---- |
| Preolímpico Sudamericano | Selección Argentina Sub-23 | Chile   | 2004 |
| Juegos Olímpicos         | Selección Argentina Sub-23 | Atenas  | 2004 |
| Copa de la AFC           | Johor                      | Dusambé | 2015 |

#### Distinciones individuales
| Distinción                                      | Año    |
| ----------------------------------------------- | ------ |
| Máximo goleador de la Primera División          | C-2003 |
| Mejor jugador extranjero - Superliga de Malasia | 2015   |

### Como entrenador

#### Campeonatos nacionales
| Título          | Equipo | País    | Año  |
| --------------- | ------ | ------- | ---- |
| Superliga       | Johor  | Malasia | 2019 |
| Copa de Malasia | Johor  | Malasia | 2019 |
| Charity Shield  | Johor  | Malasia | 2019 |
| Superliga       | Johor  | Malasia | 2020 |
| Charity Shield  | Johor  | Malasia | 2020 |